# 陈庆云 (1897年)
陈庆云（1897年—1981年12月14日），字天游，出生于广东省香山县大涌乡（今属珠海市），中国航空事业的先驱之一。

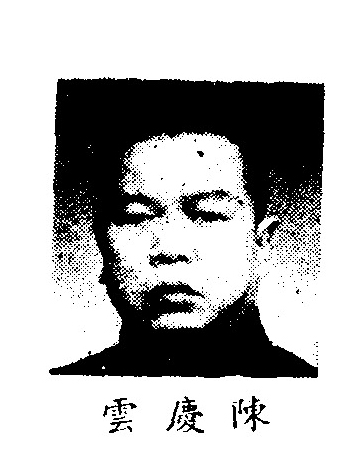
制憲國民大會代表

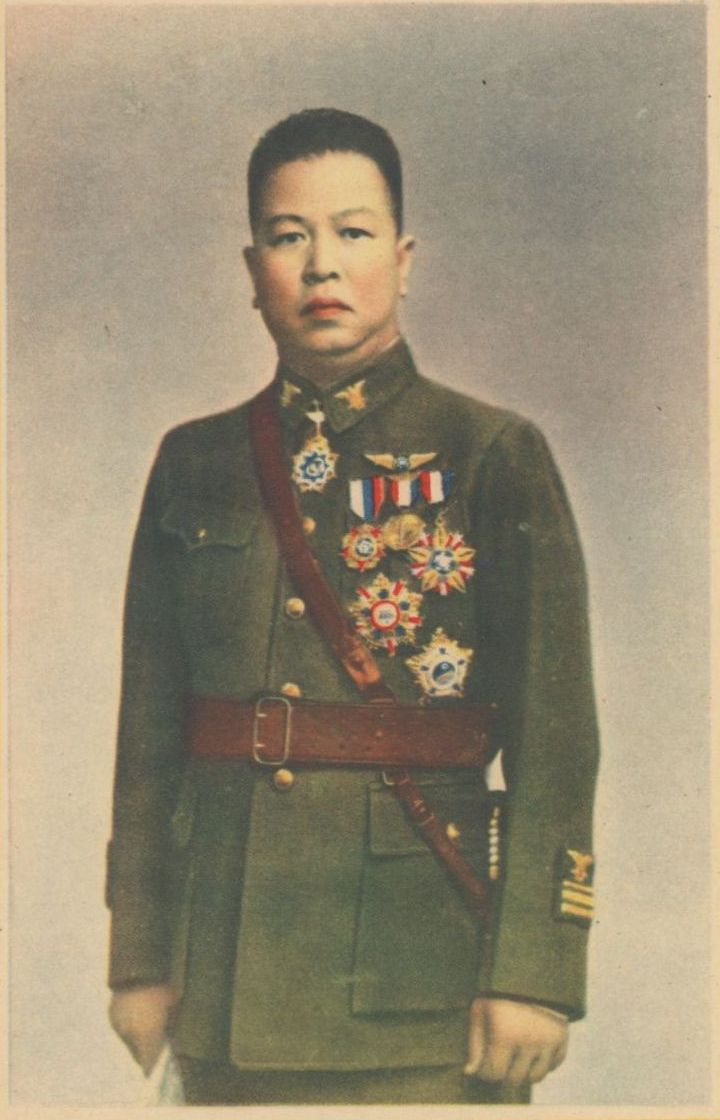
中國空軍抗戰史畫插圖

陈庆云幼时随父母一同旅居日本，后在日本与孙中山结识。1914年他加入了孙中山建立的中华革命党，并被派往英国学习飞行技术。但旋即第一次世界大战爆发，英国训练外国飞行员的计划搁浅，他回到日本进入中华革命党航空学校学习。1915年，在孙中山与廖仲恺推荐之下，他前往美国纽约州寇提斯飞行学校（Curtiss Flying School）受训。
1917年陈庆云毕业后回到中国，被任命为孙中山护法军政府的侍从武官，协助孙中山创办空军，并曾任航空队长。期间，他与陈策、张惠长结为兄弟。此后，陈庆云历任援闽粤军飞行队长、北伐军飞机队副队长。1924年孙中山下令在广州大沙头创办广东军事飞机学校，陈庆云出任总教官。1927年，张惠长出任广东航空学校校长，陈庆云被任命为教育长。次年，张调任广东航空处处长，他也随之调任副处长，并兼任广东江防司令部参谋长、广东省航政总局局长。1928年，他与张惠长分别驾“珠江号”、“广州号”环飞全国。1929年，兼任虎门要塞司令。1930年起，又任广东海军副司令兼参谋长，广东省政府委员，广州市公安局局长等职。1934年，他前往南京出任国民政府航空委员会主任。1935年叙任空军上校。1936年任中央空军东路前线总指挥、中央驻粤空军总指挥，后又出任中央政府航空学校校长兼教育长。抗日战争爆发后，担任空军募款委员会主任委员、航空委员会首席参事。1940年晋升为空军少将。1945年1月起任国民党中央海外部部长，中国航空建设协会常委兼总干事。
此外，陈庆云还是国民党第四届候补中央执行委员，第五、六届中央执行委员，制宪国民大会代表，并先后获颁五等文虎章（1919年）、三等宝鼎勋章（1930年）、四等云麾勋章（1936年）、二等空军复兴荣誉勋章（1943年）、胜利勋章（1945年）、河图勋章（1947年）。1949年国民政府迁台时陈庆云辞去了海外部部长之职，侨居美国纽约。1981年12月14日，他在纽约逝世。